# Cold as the Clay
Cold as the Clay es el segundo álbum solista del vocalista de Bad Religion Greg Graffin, lanzado en julio de 2006 en Europa y el día siguiente en Estados Unidos. Fue lanzado bajo la discográfica ANTI- (una subsidiaria de Epitaph). Y sigue del lanzamiento en 1997 de American Lesion, el debut como solista de Graffin.

## Lista de canciones
El sitio web de Epitaph records da el tracklisting (enlace roto disponible en Internet Archive; véase el historial, la primera versión y la última). como: 
1. Don't Be Afraid to Run (mp3 (enlace roto disponible en Internet Archive; véase el historial, la primera versión y la última).) – 4:12
2. Omie Wise – 3:53
3. Cold as the Clay – 3:19
4. Little Sadie – 2:35
5. Highway – 2:34
6. Rebel's Goodbye – 3:52
7. Talk about Suffering (con Jolie Holland, mp3 (enlace roto disponible en Internet Archive; véase el historial, la primera versión y la última).) – 3:36
8. Willie Moore – 3:56
9. California Cotton Fields (con Jolie Holland) – 2:32
10. The Watchmaker's Dial – 2:30
11. One More Hill – 3:02

Otra pista llamada Footprints in the Snow, estaba originalmente anunciada como la número doce del álbum, pero parece haber sido eliminada.

## Créditos
- Greg Graffin – voces/guitarra acústica/armónica/piano
- Jolie Holland – coros
- Brett Gurewitz – coros
- Stephen Carroll – guitarra eléctrica
- Joe Wack – guitarra eléctrica
- Chris Berry – guitarra eléctrica/banjo
- David Bragger – banjo/mandolina/violín
- Greg Smith – bajo
- Jason Tait – batería

- Datos: Q635753